# Supermarket Flowers
"Supermarket Flowers" is een nummer van de Britse singer-songwriter Ed Sheeran. Het nummer werd uitgebracht als de twaalfde track op zijn album ÷ uit 2017.

## Achtergrond
"Supermarket Flowers" is geschreven en geproduceerd door Sheeran in samenwerking met Johnny McDaid en Benny Blanco. In een interview met MTV vertelde Sheeran dat het nummer over zijn overleden oma gaat: "Zij was in een ziekenhuis vlakbij mijn huis waar ik het album opnam, dus ik zag haar veel toen ik het album maakte en ze overleed toen ik in de studio was. Dus dat is mijn eerste reactie op wanneer er iets met mij gebeurt, goed of slecht, ik pak een gitaar." Tevens zei hij dat het nummer bedoeld is om "je echt aan het huilen te maken". Sheeran wilde het nummer oorspronkelijk niet op het album zetten, aangezien het een persoonlijk eerbetoon was aan zijn oma dat is geschreven vanuit het oogpunt van zijn moeder. Zijn vader vroeg hem om het te spelen tijdens haar begrafenis, en toen zijn opa dit hoorde, vroeg hij hem om het toch op het album te zetten. Hij vertelde hierover: "Mijn opa kwam naar me toe, hij zei, je moet dat uitbrengen, dat moet op het album komen. Het is een mooie herinnering, dat is waarom het op het album staat."
Nadat ÷ in 2017 werd uitgebracht, kwamen vrijwel alle nummers van het album wereldwijd de hitlijsten binnen. "Supermarket Flowers" bereikte onder meer de achtste plaats in het Verenigd Koninkrijk, de negende plaats in Ierland en plaats 75 in de Amerikaanse Billboard Hot 100. In Nederland kwam het tot de twintigste plaats in de Single Top 100. Nadat Sheeran het nummer in 2018 tijdens de Brit Awards speelde, werd het uitgebracht als promotionele single en keerde het terug in de Britse hitlijsten op plaats 81.

## Hitnoteringen

### Single Top 100
| Hitnotering: 11-03-2017 t/m 15-04-2017 | Hitnotering: 11-03-2017 t/m 15-04-2017 | Hitnotering: 11-03-2017 t/m 15-04-2017 | Hitnotering: 11-03-2017 t/m 15-04-2017 | Hitnotering: 11-03-2017 t/m 15-04-2017 | Hitnotering: 11-03-2017 t/m 15-04-2017 | Hitnotering: 11-03-2017 t/m 15-04-2017 | Hitnotering: 11-03-2017 t/m 15-04-2017 |
| Week                                   | 1                                      | 2                                      | 3                                      | 4                                      | 5                                      | 6                                      |                                        |
| -------------------------------------- | -------------------------------------- | -------------------------------------- | -------------------------------------- | -------------------------------------- | -------------------------------------- | -------------------------------------- | -------------------------------------- |
| Positie                                | 20                                     | 30                                     | 63                                     | 83                                     | 85                                     | 86                                     | uit                                    |

### NPO Radio 2 Top 2000
| Nummer met noteringen in de NPO Radio 2 Top 2000 | '19  | '20  | '21  | '22  | '23  | '24  |
| ------------------------------------------------ | ---- | ---- | ---- | ---- | ---- | ---- |
| Supermarket Flowers                              | 1172 | 1247 | 1081 | 1248 | 1302 | 1387 |

1. ↑  Een vetgedrukt getal geeft de hoogste notering aan.
2. ↑  2019 was het eerste jaar met een notering voor dit nummer.